# 大橋慶士
大橋 慶士（おおはし けいじ、1946年7月19日 - ）は、日本の会計学者（会計監査論・環境マネジメント論）。学位は商学修士（中央大学・1971年）。元静岡大学人文学部教授・大学院人文社会科学研究科教授。川根本町教育長。

## 概要
1946年に生まれる。中央大学大学院商学研究科にて会計学を中心に学び、修士号を取得した後、博士課程を中途退学する。
1998年、静岡産業大学に採用され、国際情報学部にて助教授を務める。2001年には教授に昇任する。また、静岡県立大学大学院の経営情報学研究科に地域経営研究センターが附置されると、そのセンター員に就任している。2005年には静岡大学に移籍し、人文学部経済学科に設置された企業と経済コースにて教授。また、静岡大学大学院では人文社会科学研究科経済専攻にて教授を兼任。

## 研究
会計学者として会計監査論を専門としている。ベイジアンとしても知られ、ベイズ統計学を応用し会計監査担当者の意思決定を数量化する手法（いわゆる「ベイズ監査理論」）についての研究を中心としており、大橋自身は「監査意思決定論」が自分のライフワークと主張している。また、環境マネジメント論についての研究も行っており、環境会計やCSR会計を取り巻く諸問題についても研究している。

## 略歴
- 1946年 誕生
- 1971年 修士号取得
- 1998年 静岡産業大学国際情報学部助教授
- 2001年 静岡産業大学国際情報学部教授
- 2005年 静岡大学人文学部教授
- 2013年 川根本町教育長

## 著作

### 共著
- 石崎忠司・児島康雄・市村一之ほか著『要説簿記論』改訂版、創成社、1995年。ISBN 4794410921
- 坂東淳悦・児島康雄・永岩尊暢ほか著『基本財務会計』創成社、1998年。ISBN 4794411251
- 大橋慶士ほか共著『基本簿記会計』税務経理協会、1999年。ISBN 4419032995
- 石崎忠司・児島康雄・市村一之ほか著『要説簿記論』増補改訂版、創成社、2000年。ISBN 4794411561
- 石崎忠司・児島康雄・市村一之ほか著『要説簿記論』新訂版、創成社、2002年。ISBN 4794412118
- 石崎忠司・児島康雄・市村一之ほか著『要説簿記論』新訂第2版、創成社、2003年。ISBN 4794412312
- 大橋慶士・松井富佐男・村上利幸ほか共著『基礎から学ぶ簿記原理』税務経理協会、2004年。ISBN 4419043636
- 坂東淳悦・松井富佐男・佐々木敏博ほか著『財務会計要論』第2版、創成社、2005年。ISBN 4794412983